# دهلیز چپ
دهلیز چپ (انگلیسی: Left atrium) یکی از دو دهلیز قلب است که در سمت چپ قرار گرفته است.
خون برگشت شده از ششها به‌وسیلهٔ چهار سیاهرگ (وریدهای ریوی) به داخل دهلیز چپ می‌ریزد.
خون ریوی در سیستول قلبی در دهلیز چپ جمع شده با آغاز دیاستول از طریق دریچه میترال وارد بطن چپ می‌شود.
به دلیل بالاتر بودن فشار در گردش خون قلب چپ دیواره دهلیز چپ قطورتر از دهلیز راست می‌باشد اما از نظر اندازه کوچکتر از دهلیز راست است.

## نگارخانه

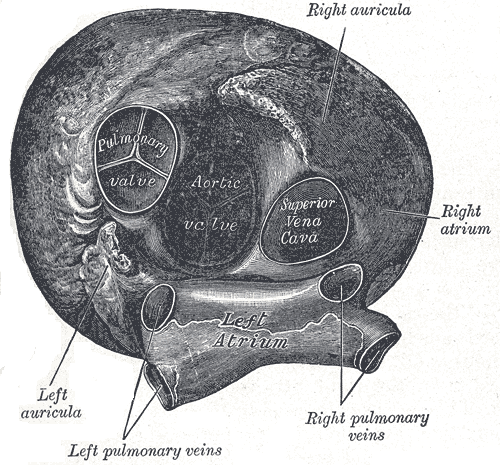
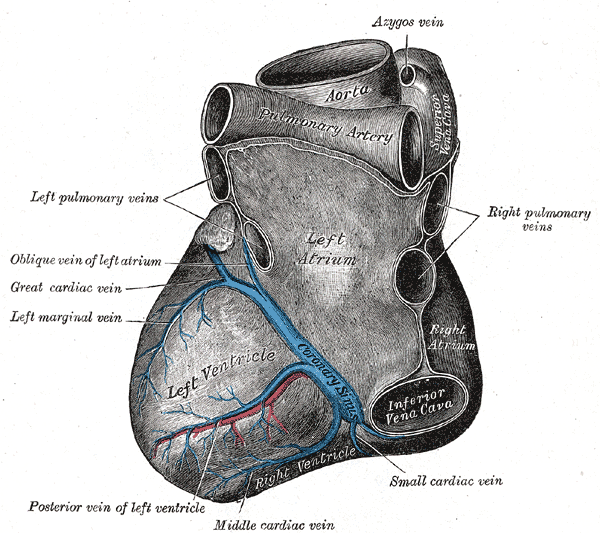
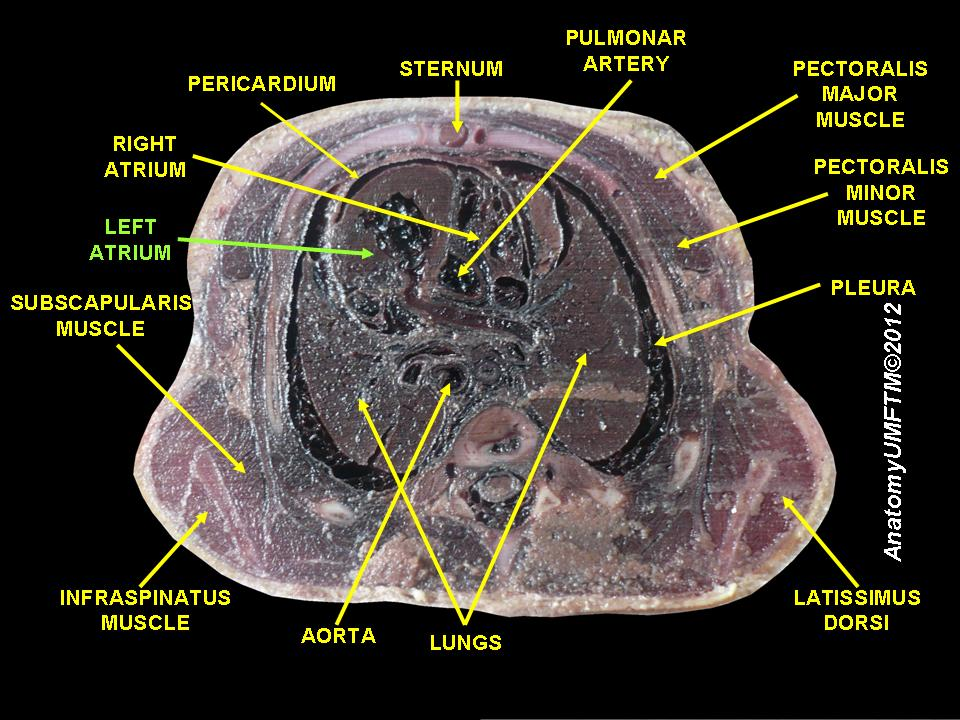